# UTC+2:00
UTC+2 (калининградское время; зимой — восточноевропейское время; летом — центральноевропейское время) — часовой пояс, использующийся в следующих государствах и территориях:

## В течение всего года
- Россия:
  -  Калининградская область
- Ливия[1]
- ДРК:
  - Верхнее Ломами
  - Верхнее Уэле
  - Верхняя Катанга
  - Восточное Касаи
  - Итури
  - Касаи
  - Ломами
  - Луалаба
  - Лулуа
  - Маниема
  - Нижнее Уэле
  - Санкуру
  - Северное Киву
  - Танганьика
  - Чопо
  - Южное Киву
- Руанда
- Бурунди
- Замбия
- Зимбабве
- Малави
- Мозамбик
- Эсватини
- Судан
- Ботсвана
- Лесото
- ЮАР
- Египет
- Намибия
- Южный Судан

## Зимой в Северном полушарии (конец октября — конец марта)
- Финляндия
- Аландские острова ( Финляндия)
- Эстония
- Латвия
- Литва
- Украина (на неконтролируемых территориях — де-факто отсутствует)
- ПМР[2][3][4]
- Румыния
- Болгария
- Греция
- Кипр
- Ливан
- Израиль
- ПНА[5]
- Молдова

## Летом в Северном полушарии (конец марта — конец октября)
- Шпицберген (Норвегия)
- Ян-Майен (Норвегия)
- Норвегия
- Швеция
- Дания
- Германия
- Бельгия
- Нидерланды
- Люксембург
- Франция
- Монако
- Швейцария
- Косово[6][7]
- Лихтенштейн
- Австрия
- Италия
- Сан-Марино
- Ватикан
- Испания
- Гибралтар ( Великобритания)
- Андорра
- Польша
- Чехия
- Словакия
- Венгрия
- Словения
- Хорватия
- Босния и Герцеговина
- Сербия
- Черногория
- Северная Македония
- Албания
- Мальта